# 弗朗齐歇克·文图拉
弗朗齐歇克·文图拉（捷克語：František Ventura，1894年8月13日—1969年12月1日），捷克斯洛伐克男子马术运动员。他曾代表捷克斯洛伐克参加1928年夏季奥林匹克运动会马术比赛，获得个人场地障碍赛金牌。